# بخار
البخار هو وصف المادة في الحالة الغازية عندما تكون حرارتها أقل من الحرارة الحرجة.

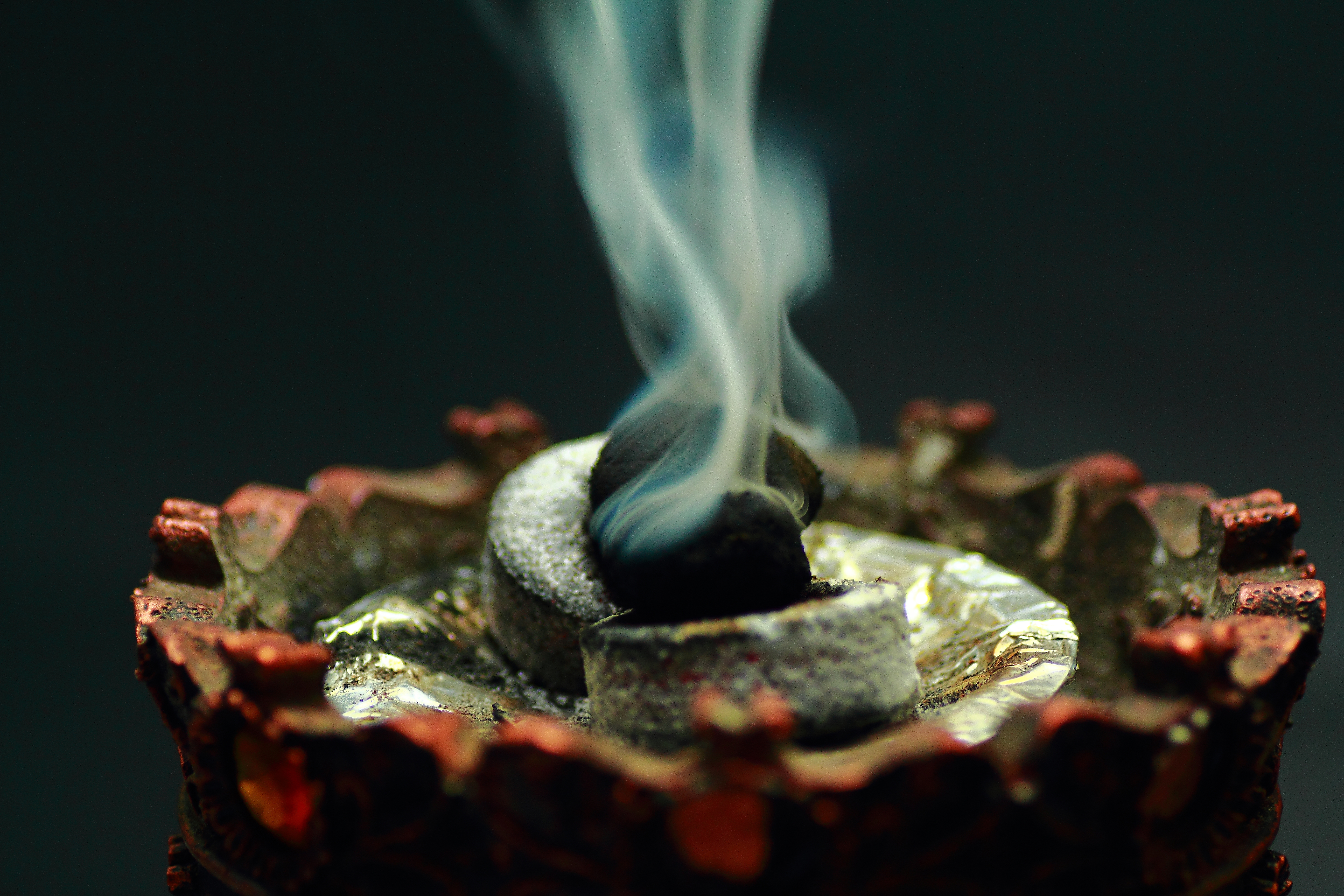
بخور في مبخرة

## خصائص البخار
في الحالة البخارية يمكن أن تتواجد المادة في صورتين في آن واحد هما السائلة والغازية (و أحيانا الصلبة أيضا). يتم التفريق بين مصطلح الغاز والبخار في أن الغاز يكون غالبا تحت تأثير ضغط خارجي وغير مصحوب بحالة سائلة.
والبخار هو حالة من حالات المادة:-
- الصلبة.
- السائلة.
- الغازية.

## أمثلة وتطبيقات

### بخار الماء
بخار الماء هو الاسم الذي يعطى للماء عندما يكون في حالته الغازية، يبدأ الماء بالغليان عند درجة حرارة 100 مئوية عند مستوى سطح البحر (الضغط الجوي) أي 212 درجة فرهنهايت ويتحول إلى بخار ويكون بشكل ضبابي أبيض اللون.
يتبخر الماء في جميع درجات الحرارة

### السحاب والضباب
تتكون السحب بفعل ظاهرة البخار ويكون الماء غالبا في تكوينها حيث تقوم أشعة الشمس بتبخير المسطحات المائية كالبحار والمحيطات فيتصاعد البخار إلى ارتفاع يكون فيه ضغط البخار في حالة اتزان مع الضغط والحرارة وكذلك الحال بالنسبة للضباب.

### العطورات
تكون العطورات في صورة سائلة بسبب الضعط المرتفع داخل الانية الحاوية ثم تتحول إلى الصورة البخارية بمجرد تحريرها لينخفض ضعطها إلى الضغط الجوي.

### التقطير وابخرة النفط
يعتبر التقطير من أهم تطبيقات البخار حيث يمكن التلاعب بالضغط والحرارة لفصل المواد المختلطة مثل النفط وتقطيرها بحسب درجة غليانها.
من الأسماء التي ارتبط اسمها بالبخار هو العالم جيمس واط

## وصلات داخلية
- ماء
- بخار الماء
- ماء مقطر